# 塞尔瓦斯
塞尔瓦斯（法語：Servas），是法国东部安省的一个市镇。面积 13.05平方公里，人口914，人口密度70.04人／平方公里（1999年）。

## 人口
塞尔瓦斯人口变化图示
| 数据来源：INSEE |